# Ceriagrion tenellum
La Scintilla zamperosse (Ceriagrion tenellum De Villers, 1789) è una damigella della famiglia Coenagrionidae.

## Descrizione
Si tratta dell'unico zigottero rinvenibile in gran parte dell'Europa ad avere zampe rosse, addome del maschio completamente rosso, e assenza di macchie post-oculari. Ha una lunghezza totale di circa 25-35, addome lungo circa 22-30 mm, e un'apertura alare di circa 15-21 mm.

## Distribuzione e Habitat
La specie è diffusa in Europa occidentale, soprattutto nelle aree mediterranee di penisola Iberica, Francia e Italia, ma raggiunge anche le isole Britanniche a nord, il nord Africa a sud, le coste dei Balcani e Creta a est. In Italia appare localizzata ovunque ma è segnalata in tutte le regioni, comprese le isole maggiori e l'arcipelago Toscano. Le larve richiedono per lo sviluppo ambienti acquatici ricchi di vegetazione elofitica e acquatica, come stagni e acquitrini, ma anche risorgive e ambienti debolmente correnti.